# روتویل (داکوتای شمالی)
روتویل(به انگلیسی: Ruthville) شهری در ایالت داکوتای شمالی کشور ایالات متحده آمریکا است که جمعیت آن در سرشماری سال ۲۰۱۰ میلادی، ۱۹۱ نفر بوده‌است.